# Huntington Bancshares
Huntington Bancshares Incorporated es un holding bancario estadounidense con sede en Columbus, Ohio. La compañía ocupa el puesto 521 en Fortune 500, y el 26 en la lista de los bancos más grandes de los Estados Unidos.
La subsidiaria bancaria de la compañía, The Huntington National Bank, opera 1047 oficinas bancarias, principalmente en el Medio Oeste: 459 en Ohio, 290 en Michigan, 80 en Minnesota, 51 en Pensilvania, 45 en Indiana, 35 en Illinois, 32 en Colorado, 29 en Virginia Occidental, 16 en Wisconsin y 10 en Kentucky. En enero de 2009, la junta directiva del banco nombró a Steve Steinour como presidente, director ejecutivo y presidente del directorio, en sustitución de Thomas Hoaglan, quien se jubiló después de ocho años en esos cargos.
Al final del año fiscal 2021, Huntington era el originador número 1 de préstamos SBA 7(a) del país.